# Magyartanárok Egyesülete
A Magyartanárok Egyesületét 1996-ban azzal a céllal hozta létre néhány magyartanár, hogy legyen a tagjainak szakmai és szakmapolitikai fóruma. Az egyesületnek kezdettől fogva Arató László az elnöke, aki mind magyartanítási, mind oktatásirányítási kérdésekben megkerülhetetlen civil személy. Az egyesület az elmúlt közel három évtizedben számtalan konferenciát és továbbképzést (nyári tábort, illetve tanév alattit) szervezett; részt vett minden olyan oktatási fórumon, ahová hívták; állásfoglalást adott ki pl. érettségiről, NAT-ról, kerettantervről, oktatási szerkezetet érintő kérdésről. A Covid alatt és valamelyest azután is online életet is él az egyesület. A kompetencia alapú programcsomagok közt a Szövegértés-szövegalkotás az egyesület elnökének szakmai vezetésével született meg, többnyire egyesületi tagok közreműködésével. Amíg létezett, az Aegon-díjas könyvek tanítási lehetőségei is a tevékenységek közé tartozik. Az egyesületnek már 5 kötete is megjelent Könyvtár és katedra című sorozatában: Móricz Zsigmond, Petri György és a kortárs irodalom befogadásáról, taníthatóságáról, Vojtek Sándor műveiből és Fenyő D. György monumentális módszertani munkája.
Az egyesület igen sok szervezettel tart szakmai kapcsolatot. Volt már közös esemény a Holmival, a Beszélővel, a Petőfi Irodalmi Múzeummal, az Erasmus Kollégiummal, a Magvető Kiadóval, az Örkény Színházzal, a budaörsi Latinovits Színházzal, a Nemzeti Filmintézettel. Az egyesület meghívott vendége volt többek között néhai Kertész Imre, Nádas Péter, néhai Esterházy Péter, Takács Zsuzsa, Oravecz Imre, Kovács András Ferenc, Darvasi László, Tóth Krisztina; Margócsy István,  néhai Szegedy-Maszák Mihály, Kulcsár-Szabó Ernő, néhai Poszler György, Péter Ágnes, Fabiny Tibor, néhai Balassa Péter és Németh G. Béla, Radnóti Sándor, Radnóti Zsuzsa, Bengi László, Réz Anna, Bárány Tibor, Gács Anna, Radó Péter, Hermann Veronika, László Ferenc, Dolinszky Miklós; Nádasdy Ádám, néhai Kálmán László, É. Kiss Katalin és mások.
Több száz állandó tag mellett a facebookon ezrek kísérik figyelemmel az egyesület tevékenységét. Az Egyesület hivatalos honlapján vagy a magyartanarok@gmail.com e-mail címen is fölvehető kapcsolat.
Az egyesületnek alkalmazottja, irodája nincsen. Vezetősége (választmánya) önként és ingyen munkálkodik azon, hogy minél több olvasó fiatal kerüljön ki minél több jól képzett, szakmáját magas szinten művelő, elkötelezett irodalom és nyelv tanár szárnya alól. Kormányzati támogatás, pályázatok hiányában egyre nehezebben tartja fönn magát és az elvet, hogy programjai ingyenesen látogathatók.